# Sugar Grove (Pennsylvanie)
Pour les articles homonymes, voir Sugar Grove.
Sugar Grove est un borough situé au nord du comté de Warren, en Pennsylvanie, aux États-Unis,. En 2010, il comptait une population de 614 habitants, estimée au 1er juillet 2020 à 496 habitants. Le borough est fondé en 1800 et incorporé le 18 mars 1893.

## Démographie
Lors du recensement de 2010, le borough comptait une population de 614 habitants. Elle est estimée, en 2020, à 496 habitants.

### Source de la traduction
- (en) Cet article est partiellement ou en totalité issu de l’article de Wikipédia en anglais intitulé « Sugar Grove, Pennsylvania » (voir la liste des auteurs).